# Argentinochondria patagonensis
Argentinochondria patagonensis is een eenoogkreeftjessoort uit de familie van de Chondracanthidae. De wetenschappelijke naam van de soort is voor het eerst geldig gepubliceerd in 2003 door Etchegoin, Timi & Sardella.